# Mirjam Pol
Mirjam Pol (Hengelo, 3 juni 1983) is een Nederlandse motorcoureur.
Pol groeide op in Borne. Zij begon met motorrijden op vierjarige leeftijd, als telg uit een motorsportfamilie. Haar vader, Hans Pol, was Nederlands kampioen grasbaanracen en zijspancrosser. Haar broer, Hans Pol jr, werd vice Nederlands kampioen motorcross bij de 125cc junioren.
Mirjam Pol is bekend geworden door haar verschillende deelnames aan de Dakar-rally. De eerste deelname was in 2006 waarin zij opzien baarde door op relatief jeugdige leeftijd als eerste Nederlandse vrouw de zwaarste rally ter wereld uit te rijden en een tweede plaats in het eindklassement te behalen. In 2007 werd Pol wederom tweede. In 2009 won zij voor het eerst het vrouwenklassement. In 2010 viel Pol, na een zware valpartij waarbij zij verscheidene botbreuken opliep, uit. In 2011 stond zij weer aan de start en wist zij na een lange en moeizame Dakar de een na laatste dag nog van een derde naar een tweede plaats op te schuiven in het eindklassement.
In 2022 werd Pol wereldkampioen rally.